# Paranormal Investigations 4 – Sanatorium
Paranormal Investigations 4 – Sanatorium (Originaltitel: Paranormal Incident) ist ein US-amerikanischer Horrorfilm von Matthew Bolton aus dem Jahr 2011. Der Film wird im deutschsprachigen Raum als dritte Fortsetzung des Films Paranormal Investigations (2007) vertrieben.

## Handlung
Sechs Teenager wollen zur Verbesserung ihrer Collegenoten im alten Odenbrook-Sanatorium übernachten und mithilfe ihrer technischen Ausrüstung das Vorhandensein paranormaler Aktivitäten beweisen. Das Odenbrook-Sanatorium wurde 60 Jahre zuvor wegen eines Massensuizids behandelter Patienten geschlossen.
John erwacht mit malträtiertem Gesicht in einem Krankenhaus. In einer Ecke steht die Psychologin Rebecca, die ihm eröffnet, dass er im Verdacht steht, seine Freunde Tess, Sam, Daniel und das Pärchen Blake und Brennan ermordet zu haben. John streitet das ab und versucht, seine Situation zu erklären, fasst aber kein Vertrauen. Rebecca glaubt John, möchte aber, dass er mit ihr Videomaterial durchgeht, um Beweise für seine Unschuld zu finden. Das Videomaterial wurde von seinen Freunden während ihres Aufenthalts im Odenbrook-Sanatorium aufgenommen und Rebecca möchte herausfinden, was sich dort wirklich ereignet hat.
Der Film setzt 4 Tage früher fort: Die Freunde filmen sich gegenseitig bei ihren Vorbereitungen auf ihr Unternehmen, man erfährt, dass nicht alle an das Paranormale glauben und hauptsächlich wegen ihrer Zensuren mitkommen. Zwischendurch werden mehrere Sexszenen eingeblendet, die offenbar von Brennan und Blake stammen; sie werden später wichtig.
Im Sanatorium angekommen schlagen die sechs ihr Lager auf, nachdem sie festgestellt haben, dass es nur einen Eingang gibt. John verabschiedet sich jedoch schon bald, da er einen Anruf bekommen habe, dass seine Großmutter gestürzt sei. Er lehnt alle Vorschläge einer Begleitung ab und beteuert mehrfach, am Sonntag wieder da zu sein. Nach einem kurzen Szenenwechsel sieht man ihn mit den Worten „Manchmal muss man den Leuten die Wahrheit zeigen, damit sie sie erkennen. Wir sehen uns, ihr Penner! Die haben keine Ahnung, was sie dadrin erwartet …“ den Eingang mit einer Kette verschließen und das Gelände verlassen.
Die im Sanatorium gebliebenen Freunde beginnen, das Gebäude zu erforschen und geschichtliche Aspekte zu dokumentieren. Zwischendurch glauben sie, Geräusche zu hören, doch wenn sie nachsehen, finden sie nichts. Als die Nacht hereinbricht, teilen sie sich in Gruppen auf und streifen auf der Suche nach paranormalen Vorkommnissen erneut durch das nun in Finsternis gehüllte Gemäuer. Nun schlagen plötzlich auftretende Geräusche und vermeintliche Bewegungen stärker auf die Gemüter der fünf. In einer Art Schlafsaal hören Sam und Daniel Schritte und versuchen durch Fragen Kontakt zum vermuteten zwischenweltlichen Wesen aufzunehmen.
Zurück im Camp teilt Sam den anderen mit, dass der nächste Tag der Jahrestag des Massensuizids vor 60 Jahren ist. Brennan packt die mitgebrachten Getränke aus, die weiteren Szenen lassen erahnen, dass es sich um alkoholische Getränke handelt. Einzig Blake scheint nicht mitzutrinken, denn inmitten des Trinkgelages fordert sie Brennan mit nüchternem Tonfall auf, mit ihr zu kommen, um zu reden. Daniel schleicht sich mit der Kamera an und filmt das Gespräch der beiden: Blake teilt Brennan mit, dass er sie betrüge, weil sie das Tape (es handelt sich hierbei offenbar um das anfangs in Ausschnitten gezeigte Sextape) gesehen habe. Brennan versucht, sich zu verteidigen, doch Blake beschließt, die Gruppe zu verlassen und nach Hause zu gehen.

## Kritiken
„Eine Gruppe von Studenten zieht zu Forschungszwecken in eine Spukklinik und erlebt ihr blaues Wunder. Atmosphärisch dichter Low-Budget-Horror im Geisterhaus nach dem aktuell angesagten Found-Footage-Muster.“

„Paranormal Investigations 4 kann kaum überzeugen und verlässt sich nur auf dem Erfolg der Kinoreihe. Denn ohne diese hätte es diesen langweiligen Film womöglich nicht gegeben. 4 Punkte [von 10] für die wenigen Schockmomente und der halbwegs interessanten Story.“